# Pen-Ek Ratanaruang
Pen-Ek Ratanaruang (thai: เป็นเอก รัตนเรือง, född 8 mars 1962 i Bangkok, är en thailändsk filmregissör och manusförfattare. Han har även krediteras som Tom Pannet.

## Filmografi (urval)
- 1997 – Fun Bar Karaoke
- 1999 – Ruang Talok 69
- 2001 – Monrak transistor
- 2003 – Universums sista dagar
- 2006 – Invisible Waves
- 2007 – Ploy
- 2009 – Nymph
- 2011 – Headshot
- 2014 – The Life of Gravity